# Qualificazioni al campionato mondiale di calcio 2018 - UEFA - Fase a gironi, gruppo D
Questo è il gruppo D, uno dei 9 gruppi sorteggiati dalla FIFA valevoli per le qualificazioni al campionato mondiale di calcio 2018 per la UEFA. Il gruppo è composto da 6 squadre che sono: Galles (testa di serie e posizione numero 10 del ranking mondiale al momento del sorteggio), Austria (seconda fascia e posizione 15 del ranking), Serbia (terza fascia e posizione 43), Irlanda (quarta fascia e posizione 52), Moldavia (quinta fascia e posizione 124) e Georgia (sesta fascia e posizione 153). Si svolge in partite di andata e ritorno per un totale di 10 giornate al termine delle quali la squadra prima in classifica si qualificherà direttamente alla fase finale del mondiale mentre la squadra seconda classificata, se risulterà tra le 8 migliori seconde, dovrà disputare un turno di spareggio per ottenere la qualificazione al mondiale 2018.

## Classifica
| Pos. | Squadra  | Pt | G  | V | N | P | GF | GS | DR  |
| ---- | -------- | -- | -- | - | - | - | -- | -- | --- |
| 1.   | Serbia   | 21 | 10 | 6 | 3 | 1 | 20 | 10 | +10 |
| 2.   | Irlanda  | 19 | 10 | 5 | 4 | 1 | 12 | 6  | +6  |
| 3.   | Galles   | 17 | 10 | 4 | 5 | 1 | 13 | 6  | +7  |
| 4.   | Austria  | 15 | 10 | 4 | 3 | 3 | 14 | 12 | +2  |
| 5.   | Georgia  | 5  | 10 | 0 | 5 | 5 | 8  | 14 | -6  |
| 6.   | Moldavia | 2  | 10 | 0 | 2 | 8 | 4  | 23 | -19 |

Il regolamento prevede i seguenti criteri (in ordine d'importanza dal primo all'ultimo) per stabilire la classifica del girone:
- Maggior numero di punti ottenuti
- Miglior differenza reti
- Maggior numero di gol segnati

Nel caso in cui due o più squadre siano pari nei criteri sopraddetti, per determinare quale formazione sia avanti si considera:
- Maggior numero di punti ottenuti negli incontri fra le squadre a pari punti
- Miglior differenza reti negli incontri fra le squadre a pari punti
- Maggior numero di gol segnati negli incontri fra le squadre a pari punti
- Maggior numero di gol segnati in trasferta negli incontri fra le squadre a pari punti
- Miglior punteggio nella graduatoria del fair play
- Sorteggio a opera del Comitato Organizzativo della FIFA

## Risultati

### 1ª giornata
| Arbitro: | Aleksei Kulbakov |

|              |           |                           |
| Ananidze 78’ | Marcatori | 16’ Hinteregger 42’ Janko |

| Arbitro: | Viktor Kassai |

|                             |           |                        |
| Kostić 62’ Tadić 69’ (rig.) | Marcatori | 3’ Hendrick 81’ Murphy |

| Arbitro: | Liran Liany |

|                                     |           |  |
| Vokes 38’ Allen 44’ Bale 51’, 90+5’ | Marcatori |  |

### 2ª giornata
| Arbitro: | Tony Chapron |

|             |           |  |
| Coleman 56’ | Marcatori |  |

| Arbitro: | Cüneyt Çakır |

|                     |           |                             |
| Arnautović 28’, 48’ | Marcatori | 22’ Allen 69’ (aut.) Wimmer |

| Arbitro: | Aleksei Kulbakov |

|  |           |                                   |
|  | Marcatori | 19’ Kostić 37’ Ivanović 59’ Tadić |

### 3ª giornata
| Arbitro: | Paolo Mazzoleni |

|          |           |                 |
| Bale 10’ | Marcatori | 57’ Okriashvili |

| Arbitro: | Jakob Kehlet |

|            |           |                          |
| Bugaev 46’ | Marcatori | 2’ Long 69’, 76’ McClean |

| Arbitro: | Jonas Eriksson |

|                            |           |                        |
| Mitrović 6’, 23’ Tadic 74’ | Marcatori | 15’ Sabitzer 62’ Janko |

### 4ª giornata
| Arbitro: | Georgi Kabakov |

|                  |           |            |
| Q'azaishvili 16’ | Marcatori | 78’ Gațcan |

| Arbitro: | Sergei Karasev |

|  |           |             |
|  | Marcatori | 48’ McClean |

| Arbitro: | Alberto Undiano Mallenco |

|          |           |              |
| Bale 30’ | Marcatori | 85’ Mitrović |

### 5ª giornata
| Arbitro: | Felix Zwayer |

|              |           |                                                |
| Kacharava 6’ | Marcatori | 45’ (rig.) Tadić 64’ A. Mitrović 86’ Gaćinović |

| Arbitro: | István Vad |

|                           |           |  |
| Arnautović 75’ Harnik 90’ | Marcatori |  |

| Dublino 24 marzo 2017, ore 20:45 CET | Irlanda        | 0 – 0 referto | Galles | Aviva Stadium (49 989 spett.)\| Arbitro: \| Nicola Rizzoli \| |
| Arbitro:                             | Nicola Rizzoli |               |        |                                                               |

### 6ª giornata
| Arbitro: | David Fernández Borbalán |

|             |           |                 |
| Walters 85’ | Marcatori | 31’ Hinteregger |

| Arbitro: | Andreas Ekberg |

|                       |           |                                   |
| Gînsari 15’ Dedov 36’ | Marcatori | 66’ Merebashvili 70’ Q'azaishvili |

| Arbitro: | Manuel de Sousa |

|                 |           |                   |
| A. Mitrović 74’ | Marcatori | 35’ (rig.) Ramsey |

### 7ª giornata
| Arbitro: | Tamás Bognár |

|                                        |           |  |
| Gaćinović 20’ Kolarov 30’ Mitrović 81’ | Marcatori |  |

| Arbitro: | Ivan Kružliak |

|                  |           |          |
| Q'azaishvili 34’ | Marcatori | 4’ Duffy |

| Arbitro: | Ovidiu Hațegan |

|              |           |  |
| Woodburn 74’ | Marcatori |  |

### 8ª giornata
| Arbitro: | Orel Grinfeeld |

|            |           |           |
| Schaub 43’ | Marcatori | 8’ Gvilia |

| Arbitro: | Paweł Raczkowski |

|  |           |                              |
|  | Marcatori | 80’ Robson-Kanu 90+3’ Ramsey |

| Arbitro: | Cüneyt Çakır |

|  |           |             |
|  | Marcatori | 55’ Kolarov |

### 9ª giornata
| Arbitro: | Jesús Gil Manzano |

|  |           |              |
|  | Marcatori | 49’ Lawrence |

| Arbitro: | Bas Nijhuis |

|                |           |  |
| Murphy 2’, 19’ | Marcatori |  |

| Arbitro: | Pavel Královec |

|                                           |           |                           |
| Burgstaller 25’ Arnautović 76’ Schaub 89’ | Marcatori | 11’ Milivojević 83’ Matić |

### 10ª giornata
| Arbitro: | Damir Skomina |

|  |           |             |
|  | Marcatori | 57’ McClean |

| Arbitro: | Paweł Gil |

|              |           |  |
| Prijović 74’ | Marcatori |  |

| Arbitro: | Bart Vertenten |

|  |           |            |
|  | Marcatori | 69’ Schaub |

## Statistiche

### Classifica marcatori
Ultimo aggiornamento: 9 ottobre 2017
6 gol
- Aleksandar Mitrović

4 gol
- Marko Arnautović
- Gareth Bale
- James McClean
- Dušan Tadić (2 rig.)

3 gol
- Louis Schaub
- Valeri Q'azaishvili
- Daryl Murphy

2 gol
- Martin Hinteregger
- Marc Janko
- Joe Allen
- Aaron Ramsey (1 rig.)
- Mijat Gaćinović
- Aleksandar Kolarov
- Filip Kostić

1 gol
- Guido Burgstaller
- Martin Harnik
- Marcel Sabitzer
- Tom Lawrence
- Hal Robson-Kanu
- Sam Vokes
- Benjamin Woodburn
- Jano Ananidze
- Valeri Gvilia
- Nika Kacharava
- Giorgi Merebashvili
- Tornike Okriashvili

- Séamus Coleman
- Shane Duffy
- Jeff Hendrick
- Shane Long
- Jonathan Walters
- Igor Bugaev
- Alexandru Dedov
- Alexandru Gațcan
- Radu Gînsari
- Branislav Ivanović
- Nemanja Matić
- Luka Milivojević
- Aleksandar Prijović

Autoreti
- Kevin Wimmer (1 pro  Galles)